# Керсек Іван Володимирович
Іван Володимирович Керсек (нар. 25 грудня 1955, Київ, СРСР — пом. 11 квітня 2013).  — український кінооператор.
Закінчив Всесоюзний державний інститут кінематографії (1986).
Працював на студії «Укркінохроніка». Зняв фільми: «Техобслуговування контактної мережі», «Автомобіль і середовище» (1984), «Покриття шляхів», «Чемпіонат світу з сучасного п'ятиборства» (1985), «Техніка безпеки кар'єрного транспорту», «Сумський експеримент», «Своя гра» (1986), "Ми кордону не скажемо «прощай», «Сільські будівники», «По синьому шляху», «Генеральний конструктор», «День Києва», «Дні Флоренції», «Та в звуках скрипка відгукнеться» (1987) «Економія кольорових металів» (1988), «Поле нашої пам'яті» (1990, у співавт.), «Врубай Бітлів» (1990, у співавт. з А. Онопрієнком і А. Химичем), «Українці, ми врятовані» (1991, у співавт.), «На одній землі» (1993) та ін.
Член Національної спілки кінематографістів України.